# Raakejärvi (Jukkasjärvi socken, Lappland)
Raakejärvi är en sjö i Kiruna kommun i Lappland och ingår i Torneälvens huvudavrinningsområde.